# Remi Calheiros
Remi Vasconcelos Calheiros (Murici, 20 de Maio de 1962), é um agricultor e político brasileiro, filiado ao Movimento Democrático Brasileiro (MDB).
É irmão do senador Renan Calheiros. Nas eleições de 2022, foi eleito deputado estadual por Alagoas.
Seu filho foi eleito prefeito de Murici nas eleições de 2024.